# 후안 마누엘 델가도 요리아
후안 마누엘 델가도 요리아(스페인어: Juan Manuel Delgado Lloria, 1990년 11월 17일 ~ )는 통상 후안마(스페인어: Juanma)라고 불리는 스페인의 축구 선수로, 포지션은 공격수다. 2019년 현재 일본 J2리그의 V-파렌 나가사키에서 활약하고 있다.